# جان لیسگو
جان آرتور لیسگو (به انگلیسی: John Arthur Lithgow) (زاده ۱۹ اکتبر ۱۹۴۵) بازیگر، نوازنده، شاعر، مؤلف آمریکایی است.
از فیلم‌های معروف او می‌توان به فیلم‌های ظهور سیاره میمون‌ها اشاره کرد. همچنین او برای ایفای نقش آرتور میچل در سریال دکستر شناخته می‌شود.

## فیلم‌شناسی
فهرست برخی از فیلم‌هایی که جان لیسگو در آن‌ها به ایفای نقش پرداخته‌است:
- آشنایی با مادر
- دایناسور خوب
- اورنج کانتی
- دکستر
- منطقه گرگ و میش
- تاج درنقش (وینستون چرچیل)
- اینطور چیزها (فیلم) (۱۹۷۹)
- انفجار (فیلم ۱۹۸۱) (۱۹۸۱)
- جهان به گفته گارپ (فیلم) (۱۹۸۲)
- شرایط مهرورزی (۱۹۸۳)
- آزاد (۱۹۸۴)
- ماجراهای بوکارو بانزایی در بعد هشتم (۱۹۸۴)
- پروژه منهتن (۱۹۸۶)
- مسحور شده (۱۹۸۶)
- هری و خانواده هندرسون (۱۹۸۷)
- ممفیس بل (۱۹۹۰)
- کمانه (۱۹۹۱)
- پرونده پلیکان (۱۹۹۳)
- صخره‌نورد (۱۹۹۳)
- مردی خوب در آفریقا (۱۹۹۴)
- سقوط خاموش (۱۹۹۴)
- سومین سنگ بعد از خورشید (۱۹۹۶)
- فعالیت مدنی (۱۹۹۸)
- شرک (فیلم) (۲۰۰۱)
- زندگی و مرگ پیتر سلرز (۲۰۰۴)
- کینزی (۲۰۰۴)
- دختران رؤیایی (۲۰۰۶)
- اعترافات یک معتاد به خرید (۲۰۰۹)
- سال کبیسه (۲۰۱۰)
- ظهور سیاره میمون‌ها (۲۰۱۱)
- این است ۴۰ (۲۰۱۲)
- عشق عجیب است (۲۰۱۴)
- میان‌ستاره‌ای (۲۰۱۴)
- مرد خانه (۲۰۱۴)
- دوشیزه اسلون (۲۰۱۶)
- خونه بابا ۲ (۲۰۱۷)
- آوازخوان حرفه‌ای ۳ (۲۰۱۷)
- آخر شب (۲۰۱۹)
- غبرستان حیوانات خانگی (۲۰۱۹)
- بامب‌شل (۲۰۱۹)
- زیرک‌تر (۲۰۲۲)
- پیرمرد  (۲۰۲۲)